# Massipou (Togo)
Pour les articles homonymes, voir Massipou.
Massipou est une localité située dans la préfecture de Bassar et la région de la Kara au nord-ouest du Togo.

## Géographie
La position UTM de la ville est BL36 et la référence Joint Operation Graphics est NC31-09.

### Climat
Massipou possède un climat de savane à hiver sec (Aw) selon la classification de Köppen-Geiger. Massipou est une zone avec des précipitations importantes. Même pendant le mois le plus sec, il pleut beaucoup. Sur l'année, la température moyenne à Massipou est de 26,9 °C et les précipitations sont en moyenne de 1 048,9 mm.